# Мытник мутовчатый
Мы́тник муто́вчатый (лат. Pediculáris verticilláta) — двулетнее или многолетнее травянистое растение-полупаразит рода Мытник семейства Заразиховые (Orobanchaceae) (ранее входил в семейство Норичниковые (Scrophulariaceae)).

## Ботаническое описание

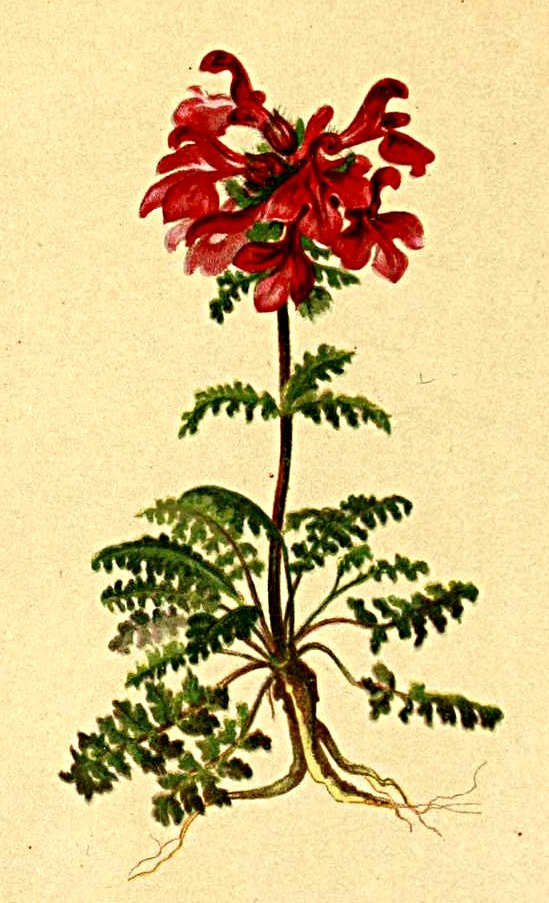
Ботаническая иллюстрация из книги К. В. Далла Торре Atlas der Alpenflora (1882)

Двулетник или многолетник, полупаразит. Корень короткий стержневой, мочковатые корни почти не утолщены.
Стеблей один или несколько (два—три), с одной—двумя мутовками листьев, высотой в среднем 10—15 (до 30) см, опушённый четырьмя полосками коротких волосков. Прикорневые листья черешковые с глубоко-надрезанными пластинками (перистые), опушённые. Стеблевые листья собраны в мутовки по три—четыре, на коротких черешках, сходны с прикорневыми. Нижние прицветные листья подобны стеблевым, верхние ланцетные, перисто-надрезанные.
Соцветие сперва головчатое, но по мере развития удлиняется. Цветки на коротких цветоножках, сидят в пазухах прицветных листьев. Чашечка 5—7 мм, волосистая по жилкам, немного вздутая, с зубцами в три раза короче трубки. Венчик пурпурного цвета длиной 1,5—2 см. Трубка венчика на выходе из чашечки согнута почти под прямым углом. Губа глубоко трёхлопастная, широкая. Шлем без зубцов.
Плод — удлинённая сухая коробочка. Семена мелкие.

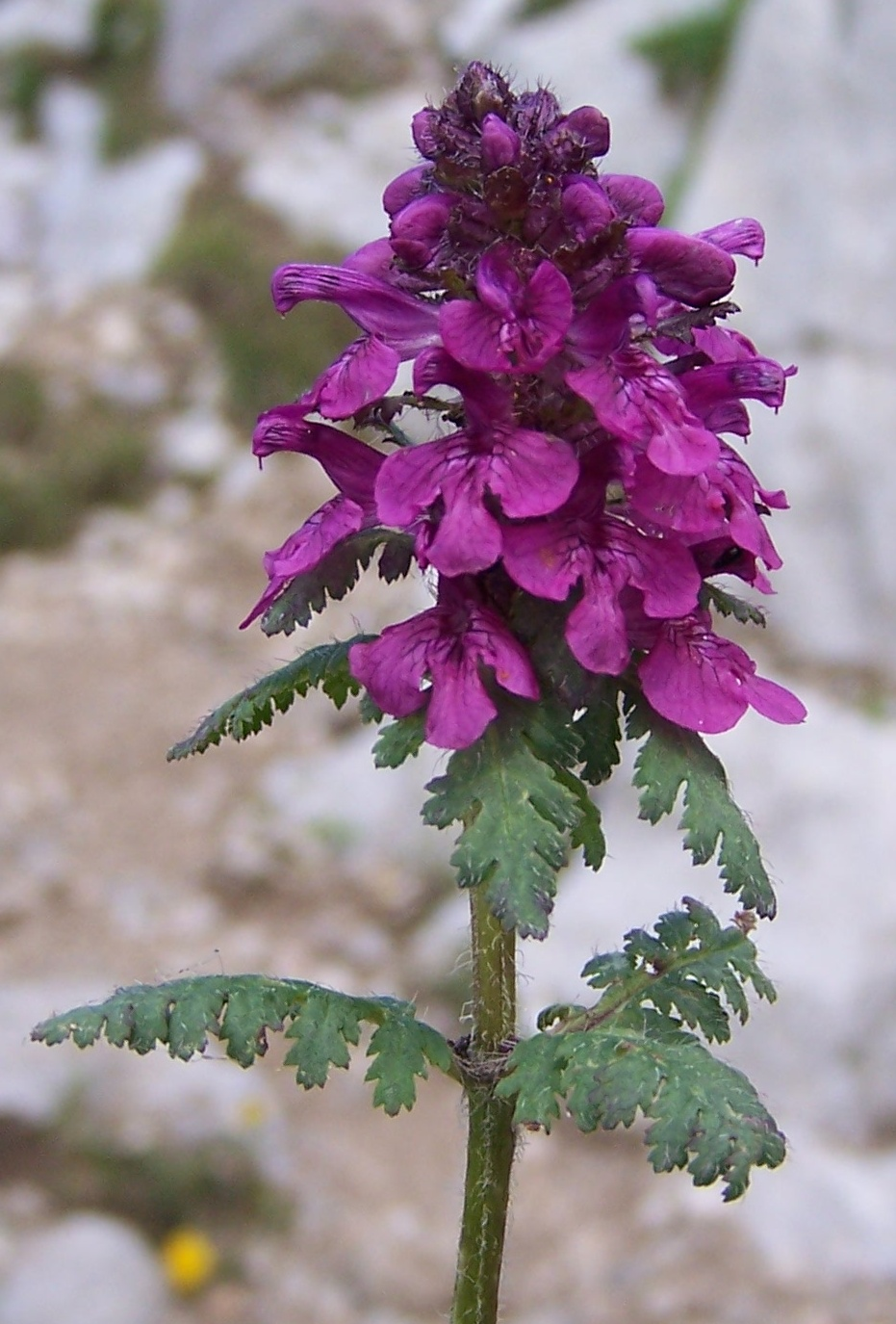
Соцветие

Число хромосом 2n = 12.

## Распространение и экология
Имеет аркто-альпийское распространение в Евразии и на западе Северной Америки. Типичные местообитания — щебнистые и кустарничковые тундры, альпийские луга, гольцы, галечники по берегам горных рек, по которым может спускаться в лесную зону. Предпочитает места с хорошим накоплением снега зимой.
Как полупаразит, при помощи гаусторий (присосок) на корнях связан с травянистыми растениями разных видов. От хозяина получает минеральные вещества. Как и большинство полупаразитов, не образует эндомикориз, хотя между клетками могут развиваться гифы грибов.
Как и другие виды мытников, энтомофил. Опыляется почти исключительно шмелями разных видов, привлекаемыми обильным нектаром, содержащим фруктозу и сахарозу.

## Химический состав
Надземная часть в фазе цветения содержит 20,95 % протеина и 16,95 % клетчатки. Отличается высокой зольностью и богатством фосфора.

## Значение и применение
Надземную часть растения используют в китайской и тибетской традиционной медицине. Цветки и надземные части использовались в народной медицине в Забайкалье как мочегонное, кровоостанавливающее, противокашлевое при пневмонии, туберкулёзе легких, нефрите, наружно при ушибах и порезах. Цветки — при неврастении, как жаропонижающее средство. Цветки используют также для приготовления чайных напитков.
Хороший летний корм для северного оленя (Rangifer tarandus).

## Охранный статус
Охраняется в Польше. В России был включён в Красную книгу Ханты-Мансийского АО в первой редакции (2003 год), во второй редакции 2013 года вид исключён из списка охраняемых.

## Ботаническая классификация

### Синонимы
По данным The Plant List на 2013 год, в синонимику вида входят:
- Pediculariopsis verticillata (L.) Á.Löve & D.Löve
- Pedicularis calosantha H.L.Li
- Pedicularis menziesii Benth.
- Pedicularis sikangensis H.L.Li
- Pedicularis stevenii Bunge, nom. illeg.